# 伍斯特 (西開普省)

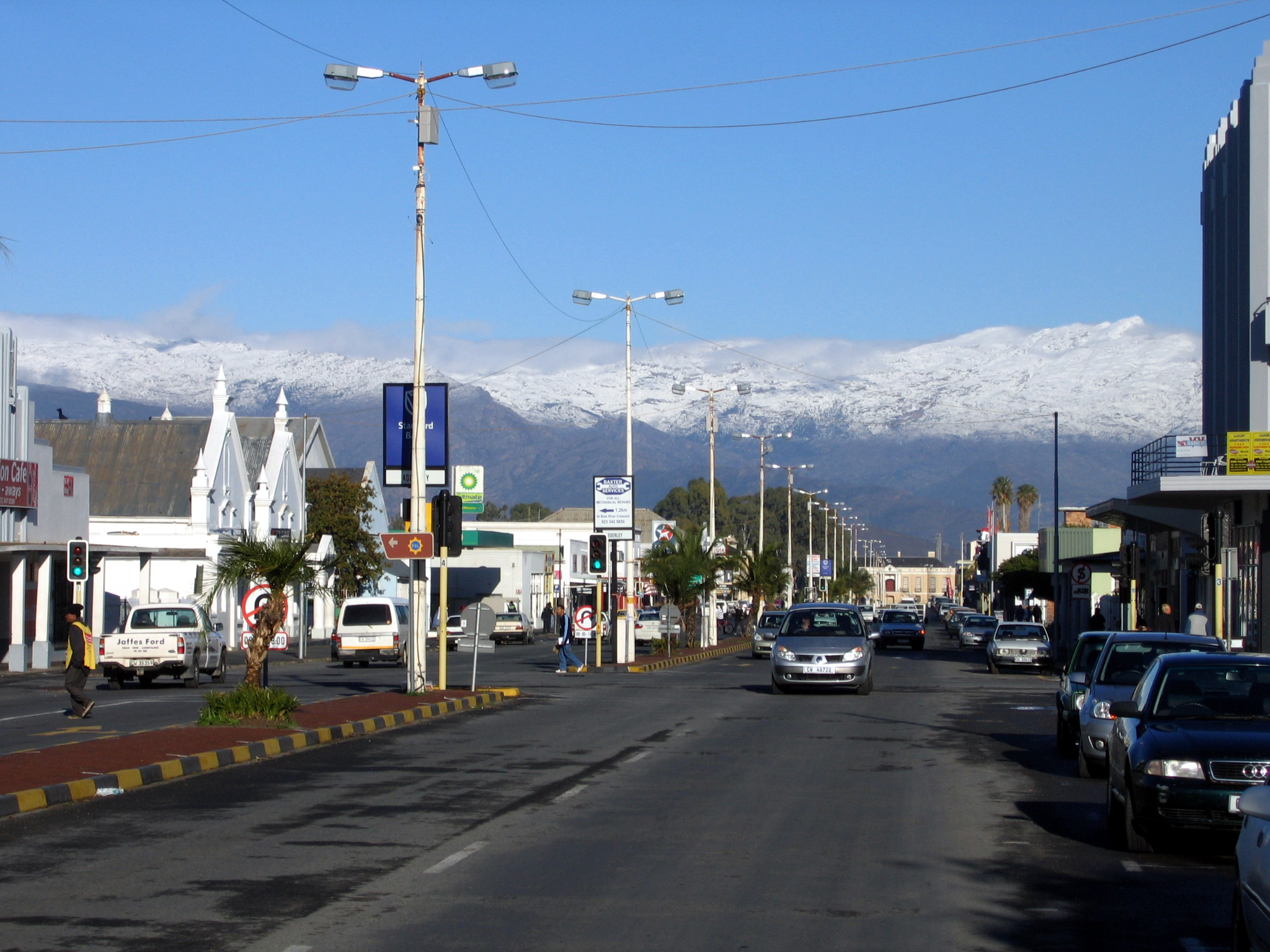
伍斯特

伍斯特是南非的城鎮，位於該國南部，由西開普省負責管轄，始建於1819年，面積62.82平方公里，海拔高度223米，2001年人口66,348，人口密度每平方公里1,100人。

## 外部連結
- Website der Gemeinde Breede Valley （页面存档备份，存于） (englisch)
- Umzug des Botanischen Gartens (englisch; PDF-Datei; 2,79 MB)